# البرتس‌کرون
البرتس‌کرون (به لاتین: Albertskroon) یک شهرک در آفریقای جنوبی است که در گائوتنگ واقع شده‌است.